# Vlag van Gästrikland

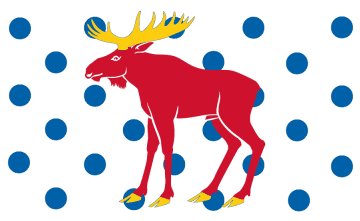
Vlag van Gästrikland

De vlag van Gästrikland is de vlag van Gästrikland, een landschappen in Zweden. De vlag bestaat uit een wit veld bestrooid met blauwe cirkels, met een rode eland met gouden oren en tenen. Het is een rechthoekige banier van het wapen van deze Zweedse landschap.
Het wapen is gemaakt tijdens het bewind van Gustaaf Wasa in 1560.